# Steccobenda a depressione

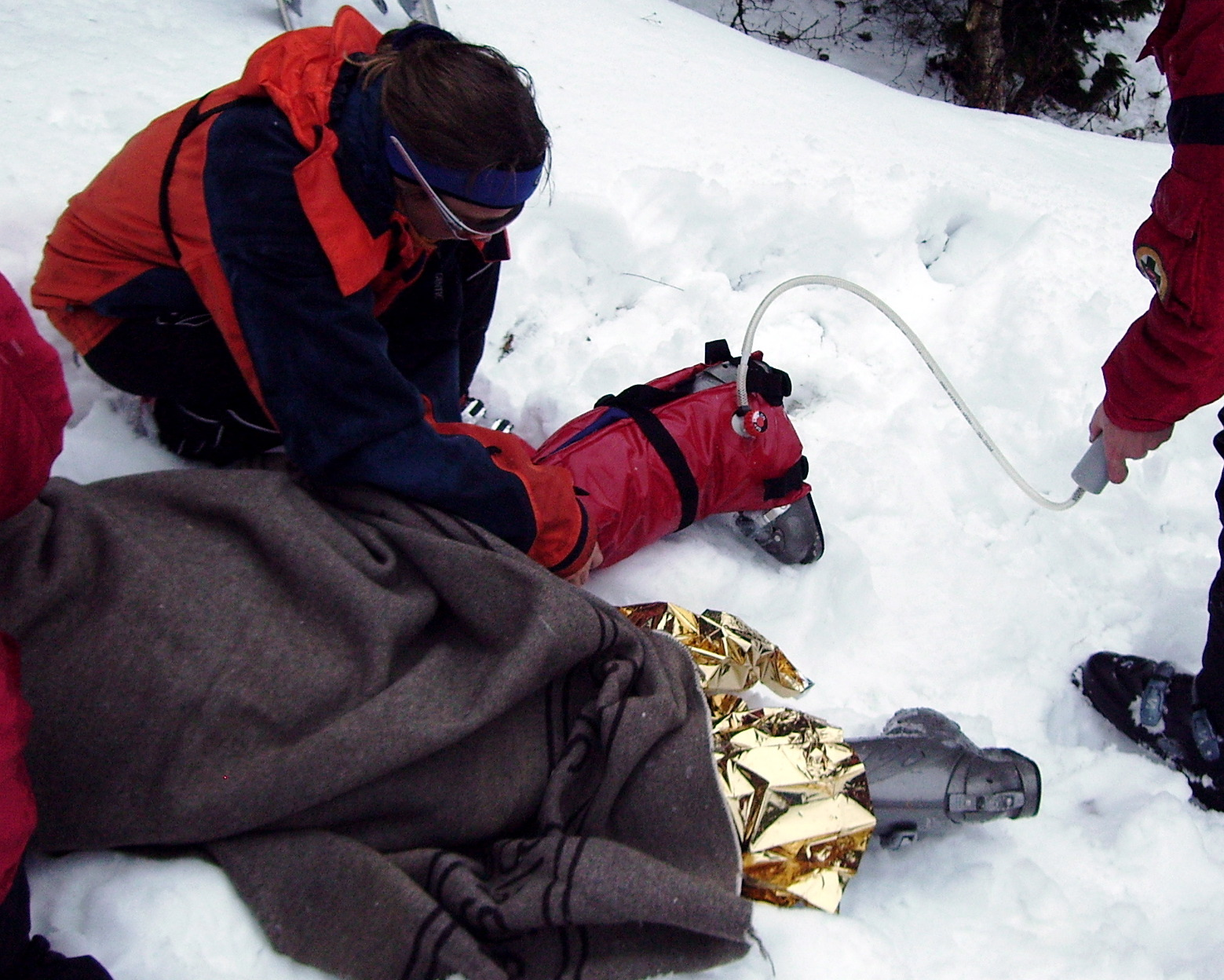
Steccobenda ad una gamba durante un soccorso alpino.

La steccobenda a depressione è un presidio per l'immobilizzazione degli arti, variante della steccobenda tradizionale. La sua funzione è quella di evitare che una frattura subisca ulteriori danni dovuti al movimento durante il trasporto in ospedale.
Esistono varie forme e misure sagomate per la zona anatomica che deve essere bloccata; le più diffuse sono in tessuto sintetico. Tutte le steccobende in dotazione sui mezzi di soccorso sono comunque fatte da materiali radiotrasparenti. Sono composte da contenitori plastici in cui è presente un gran numero di piccole sfere, di materiale plastico. Togliendo l'aria dall'interno della steccobenda, questa riesce a sagomarsi sull'arto colpito, diventando molto rigida grazie alla presenza delle piccole sfere. 
La loro diffusione è però ostacolata dalla delicatezza stessa: infatti una piccola foratura sulla superficie rende inutilizzabili le steccobende a depressione.
Generalmente, mentre un soccorritore tiene fermo l'arto, sorreggendo le due estremità separate dalla frattura, l'altro soccorritore posiziona la steccobenda, serrandola all'arto.